# Etapa de Curitiba da Stock Car Brasil de 2011
A Etapa de Curitiba foi a primeira corrida da temporada 2011 da Stock Car Brasil, realizada no dia 20 de março de 2011. O vencedor foi o paulista Thiago Camilo.